# Fanny Gicquel
Pour les articles homonymes, voir Gicquel.
Fanny Gicquel née en 1992 est une réalisatrice et plasticienne française. Elle vit et travaille à Rennes.

## Biographie
Fanny Gicquel est diplômée de l’École européenne supérieure d’art de Bretagne, site de Rennes en 2018.
Fanny Gicquel expérimente la présence du corps dans l’espace. Elle interroge nos modes de relation et de communication. Ses interventions mêlent rituel, performance et processus artistique.
Elle réalise en 2020, le film L'immensité avec vous. Elle traduit le poème Ode maritime de Fernando Pessoa, en sémaphore. Il s'agit d'un langage gestuel utilisé par les marins. À la manière de tableaux vivants, elle en fait un poème visuel.
Elle réalise sa première exposition personnelle en 2020, à Brest.

## Expositions
- Des éclats, Passerelle, Centre d’art contemporain de Brest, 2020[4]
- Toute forme garde une vie, The left right Place, Reims, 2020[5]
- Do you feel the same, Galerie Hua International, Berlin, 2021[6]

## Prix
- Prix Marfa, 2021
- Prix du Frac Bretagne - Art Norac, 2022[7]